# São João da Barra
São João da Barra is een gemeente in de Braziliaanse deelstaat Rio de Janeiro. De gemeente telt 30.595 inwoners (schatting 2009). Het industrieel havenproject Porto do Açu beslaat ongeveer 20% van het grondgebied van de gemeente.
De gemeente grenst aan Campos dos Goytacazes en São Francisco de Itabapoana.

## Geboren in São João da Barra
- César Martins de Oliveira (César) (1956-2024), voetballer